# Stanislav Todorov
Stanislav Todorov (født 7. september 1976) er en bulgarsk fodbolddommer. Han har dømt internationalt under det internationale fodboldforbund FIFA siden 2006, hvor han er placeret i den europæiske dommergruppe som Category 2-dommer, der er det tredje højeste niveau for internationale dommere. 

## Kampe med danske hold
- Den 16. juli 2009: Kvalifikation til Europa League: AaB – FK Slavija 0-0.
- Den 15. september 2011: Gruppespillet i Europa League: FC København – Vorskla Poltava 1-0.